# Mysteriet på Clifton House
Mysteriet på Clifton House, originaltitel The Clifton House Mystery, är en brittisk TV-serie i sex avsnitt från 1978. Serien visades i SVT våren 1979.

## Handling
En familj flyttar in i ett gammalt hus. Barnen i familjen upptäcker ett mystiskt låst rum. När de lyckas öppna dörren till rummet, finner de ett skelett liggande i en säng...